# Đường ống dấn khí Sakhalin–Khabarovsk–Vladivostok
Đường ống Sakhalin–Khabarovsk–Vladivostok là một đường ống dẫn khí đốt tự nhiên ở Nga, vận chuyển khí Sakhalin đến các khu vực đông dân cư và công nghiệp nhất của Viễn Đông Nga (Khabarovsk Krai và Primorsky Krai). Nó cũng được dự kiến sẽ trở thành một phần của tuyến đường xuất khẩu quốc tế, mang khí đốt của Nga đến các nước Đông Á, như Cộng hòa Nhân dân Trung Hoa, Hàn Quốc và Nhật Bản. Các đường ống được sở hữu và vận hành bởi Gazprom. Nó được khai trương vào ngày 8 tháng 9 năm 2011.

## Lịch sử
Dự án được công bố vào tháng 9 năm 2007, khi Bộ Công nghiệp và Năng lượng của Liên bang Nga phê duyệt Chương trình phát triển khí đốt cho Đông Siberia và Viễn Đông. Nó nhằm mục đích giảm giá tiện ích ở Viễn Đông Nga bằng cách thay thế than và xăng dầu đắt tiền hơn tại các nhà máy điện và sưởi ấm khu vực bằng khí đốt tự nhiên rẻ hơn.
Dự án đường ống đã được phê duyệt bởi hội đồng quản trị của Gazprom vào ngày 23 tháng 7 năm 2008. Trong cùng một cuộc họp, hội đồng quản trị của Gazprom đã đồng ý mua đường ống Komsomolsk [Khabarovsk, được ủy quyền vào tháng 11 năm 2006 bởi Daltransgaz, một công ty con của Rosneft. 4] Công việc thiết kế và thăm dò đã được hoàn thành vào tháng 11 năm 2008 và tài liệu làm việc đã được chuẩn bị vào tháng 4 năm 2009.
Việc xây dựng bắt đầu vào ngày 31 tháng 7 năm 2009 tại Khabarovsk bằng một buổi lễ, có sự tham dự của Thủ tướng Nga Vladimir Putin. Đường ống được khai trương vào ngày 8 tháng 9 năm 2011. Lễ khai mạc trên đảo Russky một lần nữa được Thủ tướng Nga Putin tham dự.
Người tiêu dùng khí đầu tiên ở Primorsky Krai là Vladivostok Combined Heat and Power Plant 2 (CHPP-2), được giao nhiệm vụ chuyển đổi từ than đá thành khí đốt tự nhiên. Đầu năm 2012, CHPP-1 và nhà máy sưởi ấm ở Severnaya sẽ được chuyển đổi thành khí đốt tự nhiên. [8] [9]